# 第1回世界大学野球選手権大会日本代表
第1回世界大学野球選手権日本代表（だい1かいせかいだいがくやきゅうせんしゅけんにほんだいひょう）は、2002年8月にイタリアで行われた第1回世界大学野球選手権大会に出場するために編成された大学生野球の日本代表チームである。いわゆる松坂世代の選手が4年生になる時期に行われた大会であり、それ以外の下級生を含めても中道を除いて全選手がNPB入りを果たしている。

## 監督・コーチ等
（かっこ内は選出当時の所属）
- 団長：尾郷良幸（全日本大学野球連盟理事）
- 監督：山中正竹（全日本アマチュア野球連盟選手強化本部長）
- コーチ：高橋昭雄（全日本アマチュア野球連盟選手強化本部ナショナルチーム強化部会委員）
- コーチ：荒井信久（全日本アマチュア野球連盟選手強化本部ナショナルチーム強化部会委員）
- コーチ：岩井美樹（全日本アマチュア野球連盟選手強化本部ナショナルチーム強化部会委員）

## 選手
No.は背番号。所属は選出当時。
| 位置   | No. | 氏名       | 所属         |
| ------ | --- | ---------- | ------------ |
| 投手   | 11  | 多田野数人 | 立教大学     |
| 投手   | 14  | 土居龍太郎 | 法政大学     |
| 投手   | 15  | 加藤大輔   | 神奈川大学   |
| 投手   | 16  | 久保裕也   | 東海大学     |
| 投手   | 17  | 長田秀一郎 | 慶應義塾大学 |
| 投手   | 18  | 木佐貫洋   | 亜細亜大学   |
| 投手   | 19  | 馬原孝浩   | 九州共立大学 |
| 投手   | 21  | 和田毅     | 早稲田大学   |
| 捕手   | 10  | 小山良男   | 亜細亜大学   |
| 捕手   | 22  | 大野隆治   | 日本大学     |
| 内野手 | 1   | 鳥谷敬     | 早稲田大学   |
| 内野手 | 2   | 中道大輔   | 福岡大学     |
| 内野手 | 3   | 後藤武敏   | 法政大学     |
| 内野手 | 4   | 松田宣浩   | 亜細亜大学   |
| 内野手 | 5   | 村田修一   | 日本大学     |
| 内野手 | 6   | 岩舘学     | 東洋大学     |
| 内野手 | 7   | 田中浩康   | 早稲田大学   |
| 外野手 | 8   | 鞘師智也   | 東海大学     |
| 外野手 | 9   | 工藤隆人   | 青森大学     |
| 外野手 | 20  | 河野友軌   | 法政大学     |
| 外野手 | 23  | 竹原直隆   | 城西大学     |
| 外野手 | 24  | 平石洋介   | 同志社大学   |